# 高雄要塞
22°37′54″N 120°16′05″E / 22.631764°N 120.268100°E
高雄要塞是大日本帝國陸軍位於臺灣高雄市壽山的要塞，陸軍省於1937年8月在此設立高雄要塞司令部，隸屬臺灣軍司令部，最終的管轄範圍涵蓋臺中至恆春地區；在二戰末期的1944年1月，改為第十方面軍下的獨立混成第100旅團。海軍省則是於1943年4月在高雄市桃子園設置高雄警備府。
二戰後，高雄要塞由臺灣省警備總司令部接收，並於1946年6月在此設立「高雄要塞司令部」，而此處也是1947年二二八事件的高雄鎮壓現場之一，現為國防部南區後備指揮部營區，仍為軍事管制區。另外，日治時期高雄要塞司令部的廳舍仍在使用中。

## 介紹
陸軍省在1937年6月即提出設立「高雄要塞司令部」，後來於1937年8月2日公告設立，最初以高雄市前金的高雄州青年會館為臨時廳舍，在8月6日正式運作，並開始著手進行興建要塞。要塞工程由臺灣軍負責，並有陸軍築城部派遣的將校、技手指導。1937年，12月3日司令部移到高雄市壽町1番地。由於高雄要塞司令部的設置，壽山公園的大部分成為軍事管制區，只有高雄神社特別開放准許朝拜，壽山山腳下的西子灣濱海風景區則是局部開放。
1939年8月，高雄要塞升格為「二等要塞」。1941年9月，依《高雄要塞臨時編成令》組成高雄要塞重砲兵連隊（臺灣第4522部隊），在同年11月進入戰備狀態。1942年12月，高雄要塞升格為「一等要塞」。1944年10月，高雄要塞的高射砲部隊在台灣空戰中迎擊，然而高雄港內的多數船艦仍被空襲擊沉，高雄要塞亦受到損害。
1945年1月，高雄要塞受到美國海軍快速航母特遣艦隊的空襲，導致停泊的船艦受到極嚴重損害；在2月時，由於高雄港內的沈船和港灣設施受損，高雄港實際上已無法使用，高雄要塞駐軍因此改稱改稱「獨立混成第100旅團」（通稱號：盤石第2111部隊）。3月，高雄要塞司令部改稱「獨立混成第100旅團司令部」，旅團長由原高雄要塞司令官村田定雄少將擔任。獨立混成第100旅團下的主要部隊為要塞砲兵改編成的重砲兵第16連隊，獨立混成第30連隊、第51警備大隊。後來，獨立混成第100旅團由第12師團指揮，並在第40軍的指揮下直到二戰結束。
在1946年的臺灣省行政長官公署檔案中，記載高雄要塞司令部所轄要塞地區如下所示：
- 高雄地區：大岡山、小岡山、螺底山、後勤、橋子頭、龜山、半屏山、左營、荒鷲(左營軍區荒鷲砲台群)、壽山、內惟、桃子園、旗後、鳳山（鳳鼻山、駱駝山、清水岩）
- 台南台中地區：台南空軍基地、虎尾空軍基地、新社空軍基地(現陸航新社營區)、台中空軍基地、石岡
- 東港恆春地區：東港、石頭營、恆春（蚊罩山、虎頭山、大(山母)山）

## 歷代司令官
- 高品彪 歩兵大佐（25期）：1937年8月2日 -
- 林義秀 歩兵大佐（26期）：1938年7月15日 -
- 小倉尚 少将（25期）：1939年8月1日 -
- 桂朝彦 歩兵大佐（21期）：1940年10月22日 -
- 新妻雄 予備役少将（25期）：1941年12月19日 -
- 北島驥子雄 予備役中将（20期）：1944年4月6日 -
- 村田定雄 少将：1945年2月20日 - 1945年3月（3月後為獨立混成第100旅團長）

## 轄內設施
- 高雄要塞司令部廳舍
  - 壽山東北砲台
  - 壽山頂砲台
  - 壽山南砲台
  - 左營半屏山南砲臺
  - 左營半屏山北砲臺
- 主要配備火砲：280毫米榴彈炮、四五式15厘米加農砲、三八式10厘米加農砲、三八式12厘米榴彈砲、三八式野砲